# Маклсфілд Таун
ФК «Маклсфілд Таун» (англ. Macclesfield Town Football Club) — англійський футбольний клуб з міста Маклсфілд, заснований у 1874 році. Виступав у Національній лізі. Домашні матчі приймав на стадіоні «Мосс Роуз», потужністю 5 908 глядачів. Був розформований у 2020 році.